# Luís de Bourbon, Conde de Vermandois
Luís de Bourbon, Conde de Vermandois (em francês: Louis de Bourbon; Castelo de Saint-Germain-en-Laye, 2 de outubro de 1667 – Flandres, 18 de novembro de 1683) foi o único homem sobrevivente da relação do Rei Luís XIV de França e sua amante Louise de La Vallière.

## Biografia
Nasceu no castelo de Saint-Germain-en-Laye e como sinal de sua bastardia foi chamado Luís de Bourbon, e não de França. Foi legitimado em 1669 quando tinha dois anos de idade e logo depois de sua legitimação seu pai lhe entrega o título de Conde de Vermandois.
Em 1674 sua mãe se retirou a um convento carmelita, e ele vai viver no Palais Royal em Paris com seu tio Filipe I, Duque d'Orleães e com a esposa deste. Na libertina corte conheceu o mais famoso amante de seu tio, o Cavaleiro de Lorena de quem se o jovem conde se disse seduzido, ambos seriam exilados na Normandia em 1682 por ordens do rei Luis XIV.
Para suavizar as relações entre pai e filho, e por sugestão da Duquesa de Orléans que sentia grande afeto pelo Conde de Vermandois, este foi enviado como soldado à Flandres, no presente momento ocupado por tropas francesas. Em Flandres o Conde de Vermandois ficou doente, ignorando seu mal-estar o conde seguiu lutando, para recuperar o amor de seu pai, Luís XIV ordenou que Vermandois se retirasse para Lille a fim de melhorar.
Morreu em 1683 com 16 anos, foi sepultado na Catedral de Arras, sua tia, a Duquesa de Orléans, e sua irmã, a Mademoiselle de Blois ficaram consternadas com a noticia de seu falecimento, sua mãe disse que diante do pecado em que seus filhos nasceram, ela deveria chorar mais por seu nascimento que por sua morte, seu pai não foi comovido por esta morte.